# Chorrochó
Chorrochó è un comune del Brasile nello Stato di Bahia, parte della mesoregione di Vale São-Franciscano da Bahia e della microregione di Paulo Afonso.